# 泰提尼乌斯
泰提尼乌斯（英語：Titinius），约活动于公元前2世纪前后。他在罗马写喜剧，是已知最早的一位托迦喜剧作者。仅有15种大题和一些残篇传世。